# 122.º Batallón de Transmisiones de la Fuerza Aérea
El 122.º Batallón de Transmisiones de la Luftwaffe (122. Luft-Nachrichten-Abteilung) fue una unidad militar de la Luftwaffe durante la Segunda Guerra Mundial.

## Historia
Fue formado el 1 de septiembre de 1941 en Leipzig con:
- Grupo de Plana Mayor/122.º Batallón de Transmisiones Aérea/Nuevo.
- 1.ª Escuadra/122.º Batallón de Transmisiones de la Fuerza Aérea desde la 3.ª Escuadra/2.º Batallón de Transmisiones de la Fuerza Aérea.

Permaneció en Leipzig cuando la 2.ª División Antiaérea fue trasladada al norte de Rusia en enero de 1942 y fue disuelta:
- Grupo de Plana Mayor/122.º Batallón de Transmisiones de la Fuerza Aérea como el Grupo de Plana Mayor/134.º Batallón de Transmisiones de la Fuerza Aérea.
- 1.ª Escuadra/122.º Batallón de Transmisiones de la Fuerza Aérea como la 1.ª Escuadra/134.º Batallón de Transmisiones de la Fuerza Aérea.

Reformado en enero de 1942 como 122.ª Compañía de Operaciones de Transmisiones.

## Servicios
- septiembre de 1941 – enero de 1942: en Leipzig bajo la 2.ª División Antiaérea (122.º Batallón de Transmisiones de la Fuerza Aérea).
- enero de 1942 – mayo de 1945: en el norte de Rusia bajo la 2.ª División Antiaérea (122.ª Compañía de Transmisiones de la Fuerza Aérea).